# Molière
Jean-Baptiste Poquelin, més conegut com a Molière (París, 15 de gener del 1622 - 17 de febrer del 1673), fou un dramaturg i actor francès.
Considerat com el mestre de la Comédie Française, roman l'autor amb més obres representades per aquesta institució. Inflexible amb la pedanteria dels falsos savis, les mentides dels metges ignorants i les pretensions dels rics burgesos, Molière estima la joventut i la vol alliberar de tan absurdes càrregues i prejudicis.
En les 30 comèdies que va escriure després del seu retorn a París, mostra un coneixement pregon de les incongruències de la vida humana i de la societat francesa del seu temps. Hi és capaç de tractar temes seriosos, i àdhuc tràgics, sense renunciar a l'alegria i a l'exuberància de la comèdia. Va ser un mestre en el maneig dels diàlegs i en l'ús de l'argot.
Molt lluny dels rigors de la devoció o de l'ascetisme, el seu paper de moralista té els límits que ell mateix es va imposar: «No sé si no és millor treballar per rectificar i per suavitzar les passions humanes que voler suprimir-les completament», i el seu objectiu és sobretot de «fer riure la gent honrada». D'aquesta manera, fa seva la divisa que usaven els comediants italians dels anys 1620 a França: Castigat ridendo mores - 'corregeix els costums pel riure'.

## Biografia

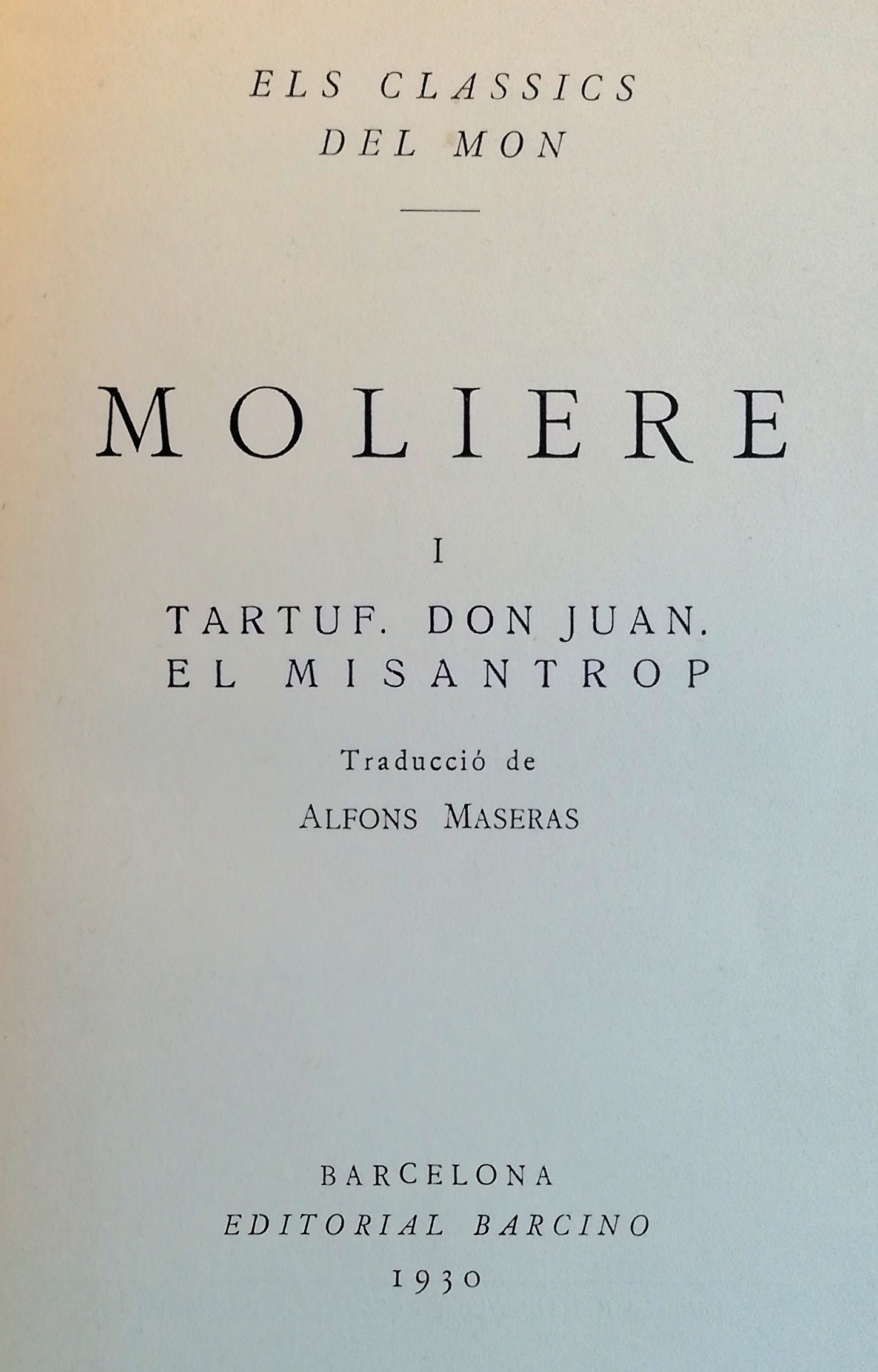
El Tartuf - Don Joan - El Misantrop de Molière, traducció catalana d'Alfons Maseras publicada a Barcelona l'any 1930

### Infantesa i joventut
Fill d'un tapisser establert al carrer Saint-Honoré a París, Jean-Baptiste Poquelin és batejat el 15 de gener de 1622 a la parròquia de Saint-Eustache, per la qual cosa hom suposa que va nàixer aquell mateix dia o el dia anterior. Dos anys després, arran del naixement d'un germà menor que també va ser batejat com a Jean, hom el va començar a anomenar Jean Baptiste.
Sa mare, Marie Cressé, va morir l'any 1632, quan ell no tenia més que 10 anys. Son pare es va tornar a casar amb Catherine Fleurette, una altra filla de tapisser, amb la qual va tenir cinc fills més. L'any 1631, el seu pare va obtenir el títol de valet de chambre tapissier du roi ('vailet o mosso de cambra tapisser del rei') i 6 anys més tard, el 18 de desembre de 1637, Molière va fer el jurament que li permetia d'assumir el càrrec del seu pare sota Lluís XIII.
Probablement l'any 1636 va entrar com a estudiant al collège de Clermont (actual lycée Louis-le-Grand), regentat pels jesuïtes, un dels col·legis més selectes de la capital. Jean-Baptiste hi rebé una educació excel·lent (llatí, matemàtiques, física, filosofia... però també esgrima i dansa). Segons certes fonts, hi hauria tingut per company d'estudis el príncep de Conti, que posteriorment esdevindria protector seu i de la seua companyia de teatre. Hauria estat potser igualment l'alumne del filòsof Pierre Gassendi. Hi va romandre cinc anys.
Sembla que posteriorment va estudiar dret a Orléans, per bé que no se sap amb certitud si en va obtenir el diploma. S'ha suggerit com a prova dels seus estudis de dret el correcte ús que fa en les seues comèdies de la terminologia legal, encara que en contra hi ha el fet que llavors el diploma de dret era una mena de títol honorífic que directament es comprava amb diners, sense que calguera gaire esforç en els estudis. En tot cas, no va poder accedir al diploma fins a l'any 1641, quan acabà els estudis al collège de Clermont, i potser va exercir d'advocat durant alguns mesos.
Posteriorment col·laborà en les tasques del taller de son pare, que volia deixar-li definitivament el càrrec. Però Molière ja havia conegut la família d'actors Béjart, i especialment la jove de 22 anys, Madeleine, "protegida" del duc de Mòdena. El seu pare, per a allunyar-lo d'aquestes influències, li va fer va seguir la cort de Lluís XIII a Narbona durant la primavera de 1642, on com a valet tapissier estaria encarregat de vetlar per la comoditat del monarca.
Interessat fermament per l'escena, i mal que no havia arribat a la majoria d'edat, el gener de 1643 va renunciar al càrrec de son pare per abraçar la carrera teatral. Son pare, com a resposta, va deixar de mantenir-lo. El 30 de juny del mateix any, es va associar amb Madeleine Béjart per fundar l'Illustre Théâtre, al qual s'afegirien posteriorment el germà i la germana de Madeleine. Madeleine era una dona destacable en molts aspectes. Filla d'un home de negocis amb lligams amb la justícia, havia heretat de son pare la claredat de propòsit i l'habilitat per als negocis; va excel·lir com a actriu i va escriure poesia amb solvència, a més, era una dona d'aspecte agradable, amb cabells roigs rutilants. Sens dubte, va sobresortir sobre els seus germans com a líder del grup.

### Els inicis
El 12 de setembre, l'Illustre Théâtre va llogar el trinquet des Métayers, prop de la porta de Nesles, avui dia carrer Mazarine. Mentre es feien obres la companyia va viatjar a Rouen. El nou teatre obrí les portes l'1 de gener de 1644. Abans d'acabar l'any, la nova companyia de teatre va fer fallida. Molière havia esdevingut cap de la troupe, en part per la seua capacitat com a actor i la seua preparació jurídica. Malgrat tot, la companyia tenia un munt de deutes, principalment pel lloguer del teatre, que ascendien a 2.000 lliures. Els historiadors no es posen d'acord sobre qui va pagar els deutes, el pare de Molière o l'amant d'una de les actrius de la companyia. Fos com fos, el cas és que, després de passar 24 hores a la presó, Molière va tornar al circuit teatral.
Va ser per aquesta època quan va començar a utilitzar el pseudònim de Molière, seguint el costum tradicional de l'època. Hom no sap el perquè de l'elecció d'aquest sobrenom, encara que ja hi havia antecedents d'altres artistes que l'havien emprat.
Després del seu empresonament, ell i Madeleine van iniciar una gira teatral per les províncies amb una nova companyia teatral. Així va viure durant 12 anys, alternant parcialment amb actuacions amb la companyia de Charles Dufresne, i posteriorment va crear la seua pròpia companyia, amb la qual va obtenir prou d'èxit per a ser mereixedor del mecenatge de Felip, 1r duc d'Orleans.
El pelegrinatge de Molière i els companys durant aquests 12 anys, inicialment sumit en l'obscuritat, ha pogut ser en gran part reconstruït gràcies a documents locals i notarials. Se sap que al principi la companyia es va dirigir a l'oest (Bordeus, 1647); Nantes, (1648) i després al sud (Llemotges, Toló i Angulema, 1649). Després de passar per Narbona (1650), s'hi van establir a Lió (1652), fent d'aquesta ciutat el centre de l'activitat teatral de la companyia. L'any 1654 van visitar Montpeller, el 1655 els trobem a Pesenàs. Després de Besiers i Narbona (1656), van tornar per Dijon (1657) a Lió. El 1658 està documentada llur presència a Grenoble.
Poques de les seues obres d'aquest període han sobreviscut, recollides per l'actor La Grange. Les més notables són L'atabalat (Lió, 1653) i El doctor enamorat; amb aquestes dues peces, Molière finalment es va desempallegar de la pregona influència de la Commedia dell'arte italiana, la improvisació de la qual havia marcat les seues primeres obres, i va mostrar el seu sentit de la ironia que tan bé empraria al final de la seua vida. En el transcurs dels seus viatges, va trobar-se amb el príncep de Conti, governador de Llenguadoc, que esdevingué el seu patró i va donar nom a la companyia. Aquesta amistat acabaria quan Conti, després de contraure sífilis (resultat d'una desafortunada nit passada amb una prostituta en lloc de la seua amant oficial), intentà reconciliar-se amb la religió i recuperar-se de la malaltia. Conti va consultar un guia espiritual, segons el costum de l'època, que li va aconsellar mantenir-se lluny dels actors i unir-se a la facció que esdevindria enemiga irreconciliable de Molière, agrupada en el Parti des Dévots i la companyia del Sant Sagrament.
A Lió, Mademoiselle Duparc, coneguda com a Marquise, es va unir a la companyia. Marquise va ser cortejada, en va, per Pierre Corneille, i després es va fer amant de Jean Racine. Racine li oferí a Molière la tragèdia Théagène et Chariclée (una de les primeres obres que escrigué després d'abandonar els estudis de teologia), però Molière no la va representar, tot i que va encoratjar Racine a seguir la seua carrera artística. S'ha dit que, poc després, Molière es va enutjar amb Racine, en assabentar-se que aquest havia presentat al mateix temps la seua tragèdia a la companyia de l'Hôtel de Bourgogne.

### Retorn a París
Molière va tornar a París, però abans d'entrar a la ciutat va fer representacions a la rodalia per promocionar-se entre la gran societat i fer créixer la seua reputació. Arribà a París l'any 1658 i va fer una representació en presència del rei al Louvre de la tragèdia de Corneille Nicomède i de la farsa Le docteur amoureux (El doctor enamorat), amb cert èxit. La companyia va prendre el nom de Troupe de Monsieur (Monsieur feia referència al germà del rei, Felip d'Orleans). Amb l'ajut de Monsieur, la companyia es va unir a una famosa companyia italiana de Commedia dell'arte. Es van assentar al teatre Petit-Bourbon, on el 18 de novembre de 1659 van estrenar Les Précieuses Ridicules (Les precioses ridícules).
Les precioses ridícules va ser la primera obra de Molière que intentà satiritzar alguns costums i afectacions socials aleshores habituals a França. És àmpliament acceptat que l'argument es basa en l'obra de Samuel Chappuzeau Le Cercle des Femmes, de 1656.

### L'èxit

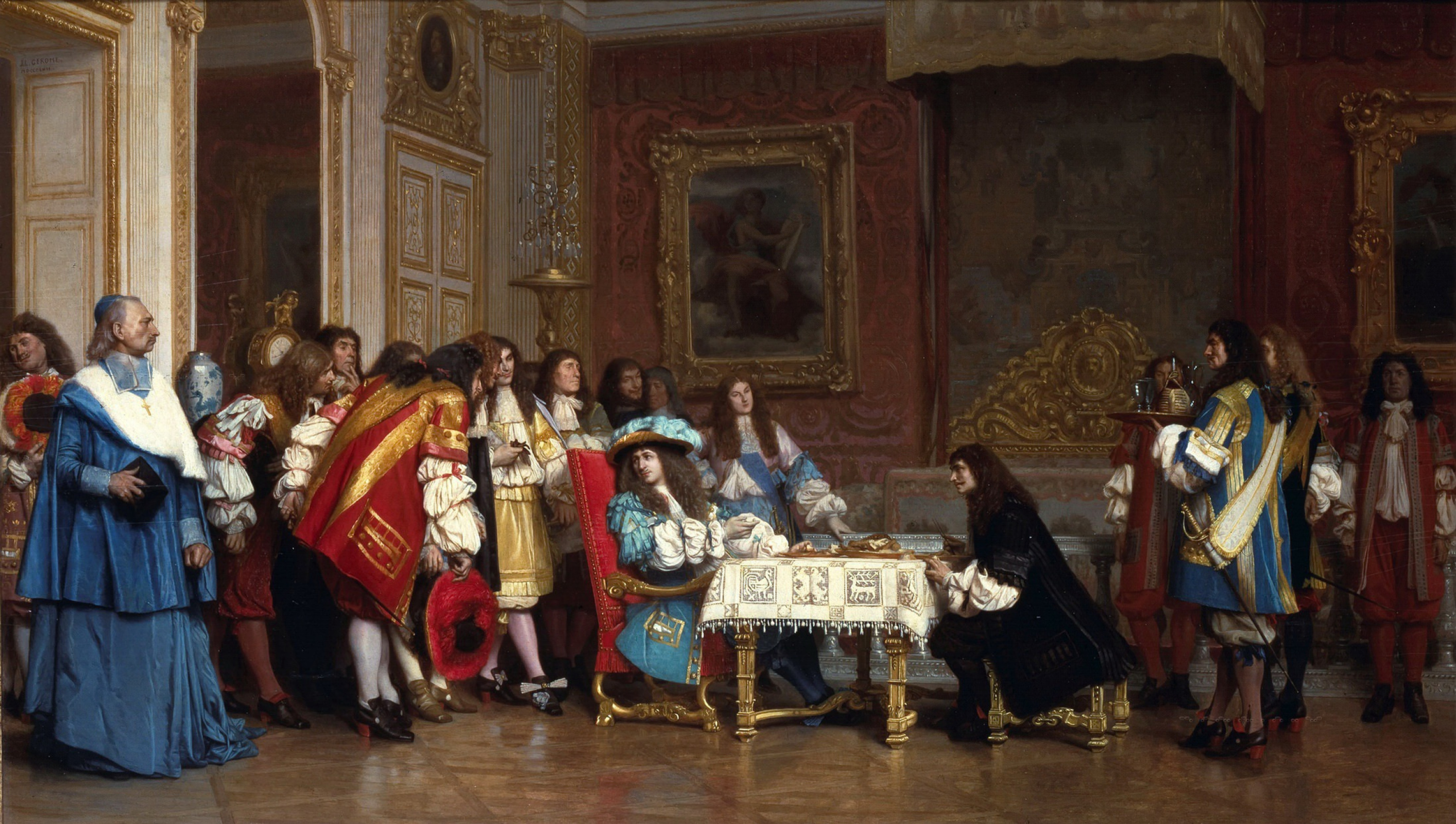
Lluís XIV invita Molière a compartir el seu sopar, 1863, per Gérôme. Segons Georges Lenôtre, l'estimació de Molière per part de Lluís XIV «ultrapassa la dels més il·lustres i devots servidors de la monarquia. […] Mai ningú, ni els seus fills, ni el seu germà [Felip d'Orleans], no van obtenir l'insigne honor de seure a la seua taula i compartir el seu menjar»

L'any 1660 va obtenir un gran èxit amb Sganarelle o el cornut imaginari, comèdia d'embolic al voltant del qui pro quo, que regnava en un ambient en què cadascú es preocupava només de si mateix. El teatre Petit-Bourbon va ser enderrocat, però el rei va fer adjudicar a la companyia de Molière la sala del Palais-Royal, on al mes de juny es va estrenar L'escola dels marits (École des maris). En aquesta comèdia, mitjançant situacions còmiques es plantegen problemes greus i peremptoris, com ara l'educació dels fills i la llibertat que han de gaudir les esposes.
Amb motiu d'una festa en honor de Lluís XIV, en quinze dies Molière va escriure i va portar a l'escena la comèdia Els empipadors (Fâcheux).
El 20 de febrer de 1662 es va casar amb Armande Béjart, germana petita de Louis, Joseph, Geneviève i Madeleine Béjart. Armande tenia al voltant de 20 anys i era 20 anys menor que Molière. Segurament nascuda poc després de la mort de son pare, va ser criada al si de la troupe de Dufresne. Es va arribar a dir que era en realitat filla de Madeleine i de Molière. Molière va ser acusat d'incest davant del rei pels seus enemics. Després del casament Armande va entrar a formar part de la companyia. Van tenir tres fills: Louis (1664), Esprit-Madeleine (1665) i Pierre-Jean-Baptiste Armand (1672). El rei va mostrar l'estima que tenia per Molière fent callar les acusacions d'incest apadrinant el primer fill del matrimoni. No va ser un matrimoni feliç.
Tot i que era casat, va tenir almenys un episodi de pedofília, fenomen que posa de manifest en alguns dels personatges llibertins de les seves obres. Gairebé amb 50 anys, Molière es va enamorar d'un actor de 15 anys anomenat Michel Baron. Això va causar un gran escàndol, ja que la seva muller se'n va assabentar i li va fer abandonar la llar conjugal. Segons sembla, Molière i el seu eròman van viure junts durant els tres anys següents, gairebé fins a la mort de l'autor.
Al desembre de 1662 va estrenar L'escola de les mullers (École des femmes), que superà en èxit i en valor totes les comèdies anteriors. No obstant això, l'obra es va trobar amb la rotunda oposició dels puritans cristians, cosa que va fer que l'any 1663 Molière estiguera ocupat amb la disputa que aquesta obra va desfermar, paral·lelament al seu èxit. L'estratègia agitadora del bàndol purità es basava en la publicació de pamflets crítics escrits per literats hostils. Sorprenentment, van aplicar aquests mètodes contra un dramaturg i actor que era àmpliament identificat com a favorit, i àdhuc com a "bufó" oficial del rei. El 12 de maig de 1664 es va estrenar per a la cort i en presència del rei Tartuf o l'impostor, que és considerada la resposta de Molière als atacs dels devots. Tot i que el monarca la va trobar «divertidíssima», l'obra, que retrata la hipocresia dels puritans, va desfermar la indignació del Parti des Dévots, i el mateix arquebisbe de París, monsenyor Hardouin de Péréfixe va aconsellar al rei que en prohibira l'execució pública. L'oficial Gazette de France la va titllar de «completament injuriosa, i capaç de provocar perillosíssims efectes». El rei, sota la pressió del bàndol purità, al qual fins i tot pertanyia sa mare, Anna d'Espanya, va decretar-ne la prohibició, que no s'alçaria fins a l'any 1669, després de la mort de la reina mare.
Després del mig fracàs d'El misantrop (1666), Molière, potser cansat de la lluita amb els seus enemics, ja no es mostrarà tan audaç en la crítica, i al contrari del que va fer amb el Tartuf o el Don Juan, deixarà de fustigar els vicis públics i se centrarà en els vicis de caràcter o els costums privats.
Entre 1667 i 1668, inspirant-se en la comèdia en prosa de Plaute, Aulularia, i emprant també elements d'altres comèdies —I suppositi d'Ariosto; L'Avare dupé de Chappuzeau (1663); La Belle plaideuse de Boisrobert (1654) i La Mère coquette de Donneau de Vizé (1666)— va escriure L'avar (L'Avare ou l'École du mensonge), que va ser estrenada a París, al Palais-Royal, el 9 de setembre de 1668 per la "Troupe de Monsieur, frère unique du Roi", la companyia del mateix Molière, que per a l'ocasió va representar el paper d'Harpagon.
L'amistat amb Jean Baptiste Lully li havia fet escriure Le Mariage Forcé i La princesa d'Elida (subtitulades com Comédie galante mêlée de musique et d'entrées de ballet), per a ser executades com a divertiments reials al palau de Versalles.
Va tornar a col·laborar amb Lully, emprant música d'El Senyor de Pourceaugnac per a la comèdia Els amants magnífics i també per a El burgès ennoblit, altra de les seues obres mestres. S'ha dit que va ser escrita directament contra Jean-Baptiste Colbert, el ministre que havia precipitat la caiguda en desgràcia del seu predecessor en el càrrec, Nicolas Fouquet. La col·laboració amb Lully va finalitzar amb una tragédie et ballet, Psyché, escrita en col·laboració amb Pierre Corneille i Philippe Quinault, per a representar la qual van caldre costoses transformacions de l'escenari i la sala del palau Reial. L'any 1672 es va barallar definitivament amb Lully, el qual havia estat intrigant per obtenir per a la seua Acadèmia Reial el privilegi de tots els espectacles de ballet i música.
El 17 de febrer de 1672 va morir Madeleine Béjart i Molière va patir molt per aquesta pèrdua, que se sumava a l'empitjorament del seu estat de salut. Molìère es va instal·lar en un gran apartament burgès del carrer de Richelieu i es va reconciliar amb Amande, de qui s'havia separat l'any 1668 i a la qual des de llavors no veia més que a l'escenari. No obstant això, durant l'any anterior, havia estat capaç de donar a escena un nou èxit, Les trapelleries de Scapin, una farsa i comèdia en 5 actes. La seua següent obra, La comtessa d'Escarbanyes, n'és considerada com una de les més fluixes.
Les dones sàvies, de 1672, és una altra de les seues obres mestres. Va sorgir arran de la prohibició de l'ús de la música en el teatre, des que Lully havia obtingut el privilegi de l'òpera a França (i havia acaparat els millors cantants per a les seues pròpies representacions), cosa que havia provocat el renaixement del teatre tradicional.
Durant els 14 anys d'activitat a París, Molière va escriure en solitari 31 obres.

### Mort

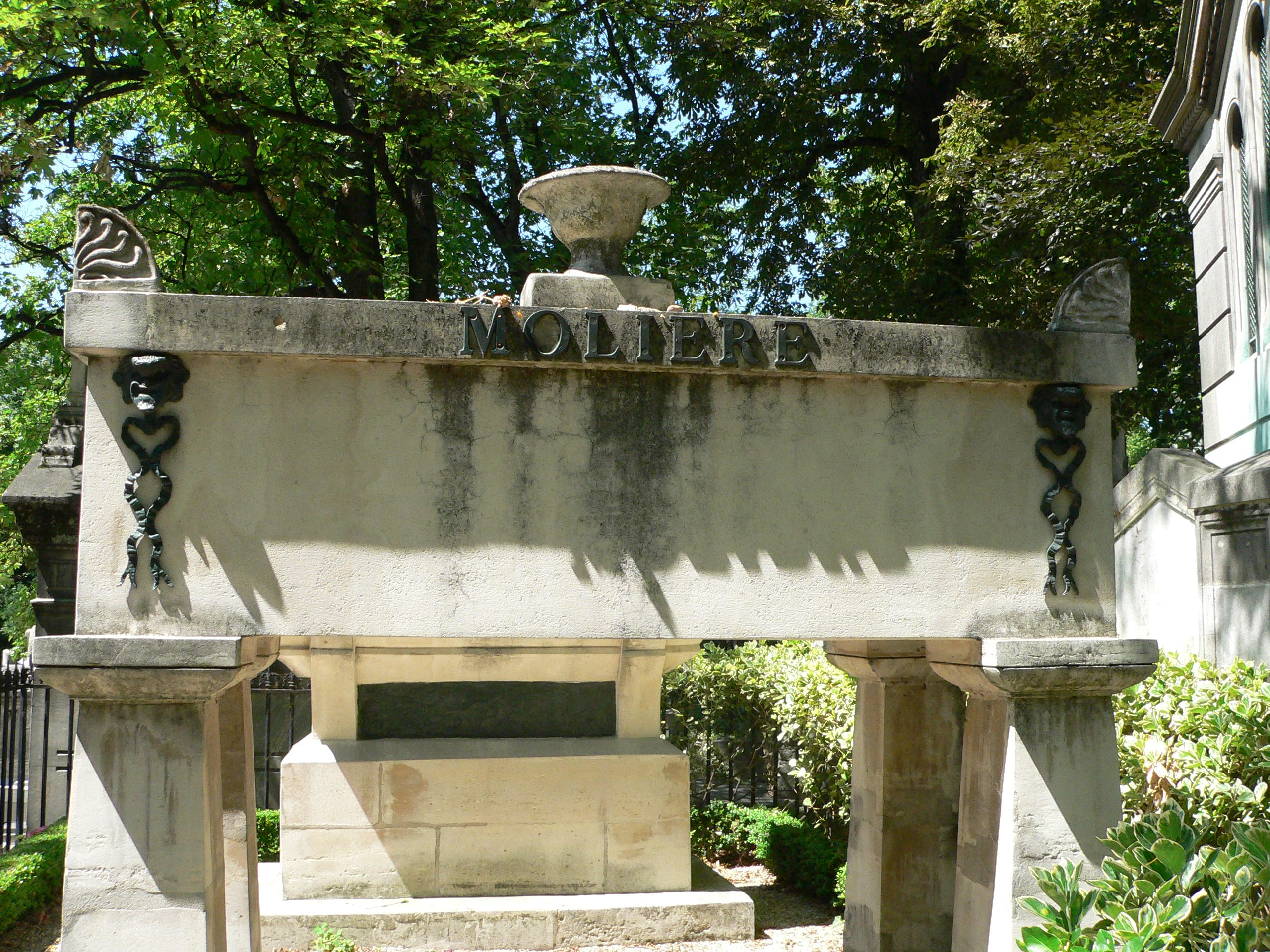
Tomba de Molière al cementiri del Père-Lachaise. La tomba de La Fontaine és la situada tot just darrere

Molière patia de tuberculosi pulmonar, probablement adquirida quan va estar empresonat per deutes, en la seua joventut. Un dels moments més famosos de la seua vida —fins al punt que ha esdevingut llegendari— va ser justament el de la seua mort, després d'un atac de tos i hemorràgia patit quan representava la darrera obra que va escriure. Aquesta obra, irònicament titulada El malalt imaginari gira a l'entorn de les peripècies d'un hipocondríac, i incloïa luxosos ballets amb música de Marc-Antoine Charpentier. Després de l'atac, Molière va insistir a reprendre la representació, però va tornar a patir un nou episodi hemorràgic i va haver de ser traslladat a sa casa, on va morir quatre hores després, sense rebre l'extremunció perquè dos rectors van refusar d'assistir-lo, i un tercer hi va arribar massa tard. Hom suposa que la superstició habitual entre els actors que la roba de color groc porta mala sort té el seu origen en aquest episodi, perquè era d'aquest color la roba que portava Molière el dia que va morir.
Segons la llei francesa d'aquella època, els actors no podien ser enterrats en sagrat. No obstant això, la viuda de Molière, Armande, va demanar al rei que es poguera celebrar un funeral "normal" de nit. El rei hi va accedir, i Molière va ser enterrat al sector reservat als albats (infants morts abans del bateig).
L'any 1792, la Revolució va exhumar les presumptes restes de Molière i de La Fontaine i les va transferir a la batllia del tercer districte, i després al convent dels Petits Agustins. Posteriorment, l'any 1817 les despulles van ser transferides al cementiri de Père Lachaise, en una tomba situada al costat del sepulcre de La Fontaine.

## Molière actor

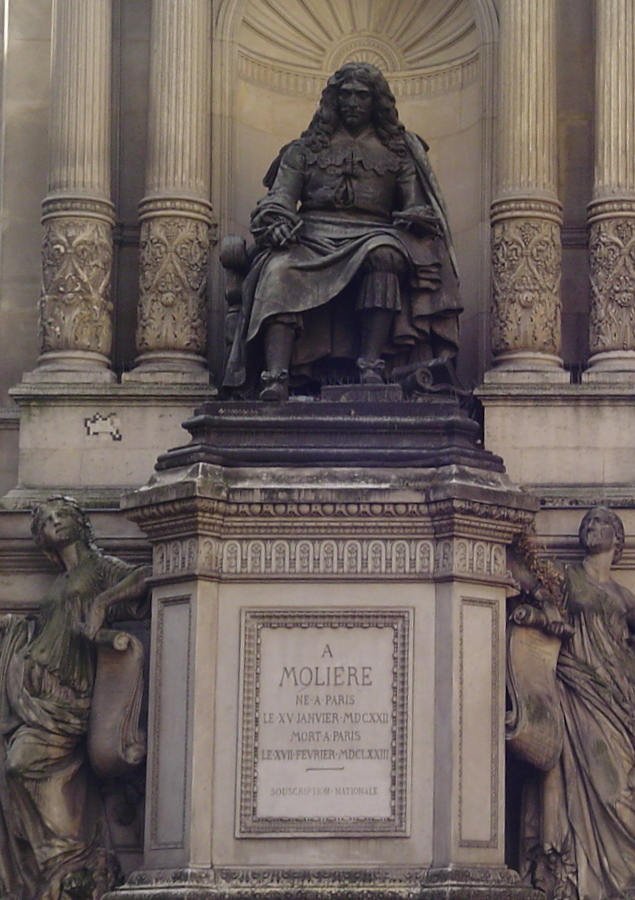
Estàtua de Molière, al cantó del carrer de Richelieu i el carrer Molière, al 1r arrondissement de París

El físic de Molière es prestava a la farsa, en una època en la qual les característiques físiques poc comunes podien ser explotades per a l'espectacle. Segons els especialistes de la iconografia molieresca, Molière era «petit», tenia la «cara ampla», la «pell bruna», «gran nas» i «llavis gruixuts», el «pit prominent» i «coll de toro».
El seu llarg aprenentatge com a membre d'una companyia d'actors ambulant, durant els dotze anys de pelegrinatge arreu de França, li va proporcionar uns excel·lents recursos dramàtics, en els quals inicialment confiava més que en les seues qualitats com a escriptor. Disposava d'un ampli registre per a la mímica i la gestualitat, fet que el predestinava a certs papers. Tot i ser el dramaturg i el director d'escena, sovint no es reservava el paper protagonista, sinó que solia triar un paper còmic. La seua manera d'actuar devia molt a les tècniques que va aprendre dels actors italians, més concretament del prestigiós actor Scaramouche, i de la Commedia dell'Arte. Va dotar els seus personatges de certes actituds profundes i comunes, d'una silueta immutable, fins a confondre l'actor i la galeria de les seues creacions, però sense la rigidesa dels arquetips com ara Xarlot o Arlequí. Fins i tot, hi ha personatges comodí que Molière va introduir en diverses obres i que sempre es va reservar. Potser el seu paper predilecte va ser el de Sganarelle, que apareix en sis comèdies, des d'El cornut imaginari a El metge per força, i que acaba constituint una mena de cicle teatral amb les seues aventures i desventures. Al llarg de la seua carrera, va interpretar vint-i-quatre personatges importants: quinze de burgès i set de criat (amb Sganarelle anant i venint d'una a altra categoria).
Va ser justament el seu èxit com a actor el que li va valdre el favor reial després de la seua primera representació al Petit Chatelet (1658), on va cometre l'error de programar Nicomède, la tragèdia de Corneille per a la cort i en presència dels actors de la competència, especialistes en aquest gènere. Davant la decepció general, Molière va tenir la brillant idea de representar «un d'aquells petits divertiments […] que oferia per les províncies», i aquesta farsa, El doctor enamorat, «va divertir i sorprendre tothom». No obstant això, en un temps en què fer riure no era ofici ben considerat, els seus enemics el van titllar de «farsista», emprant el mot com un insult. Hi ha qui, com Alfred Simon, encara considera les polèmiques sobre l'autoria de les seues obres un eco d'aquells prejudicis, que en versió actualitzada «donen fe del descrèdit que continua pesant sobre la condició dels còmics als qui es nega el dret de pensar, de sentir, de crear, reservat als aristòcrates de les lletres o de la sang [...]». Quan el poeta Nicolas Boileau-Despréaux, en veure Molière ja malalt, però també ric, li va suggerir abandonar l'escenari i consagrar-se absolutament a l'escriptura, Molière va respondre «Ah! senyor! què en dieu? Per mi és un honor no abandonar!» i el fet és que finalment va morir pràcticament a l'escenari.

## L'afer Molière-Corneille
Segons Pierre Louÿs, molt afeccionat a les superxeries (cal recordar el cas de les Chansons de Bilitis), les obres atribuïdes a Molière serien en gran part obra de Pierre Corneille. El 7 de novembre de 1919 va publicar a la revista Comœdia un article titulat "Molière és una obra mestra de Corneille". En comparar Amfitrió de Molière i Agésilas de Corneille, va trobar una versificació semblant, cosa que li va fer sospitar que Molière no havia fet més que prestar el seu nom a obres escrites per Corneille. La idea va ser represa posteriorment per alguns escriptors: Henry Poulaille en Corneille sota la màscara de Molière l'any 1957, els advocats Hippolyte Wouters i Christine de Ville de Goyet en Molière o l'autor imaginari l'any 1990 (a partir de la qual van derivar una obra de teatre: Le Destin de Pierre, estrenada l'any 1997 a Brussel·les), Dominique Labbé en Journal of Quantitative Linguistics, número de desembre de 2001, el novel·lista Frédéric Lenormand en L'Ami du genre humain l'any 1993, el dramaturg Pascal Bancou en L'Imposture comique, obra teatral estrenada l'any 2000 al Théâtre de la Huchette, i finalment Denis Boissier en L'Affaire Molière: la grande supercherie littéraire, l'any 2004.
Dominique Labbé i el seu equip de l'Institut d'estudis polítics de Grenoble, ha elaborat un programari d'anàlisi estadística que ve a alimentar la tesi segons la qual l'obra de Molière seria deguda a Pierre Corneille.
Un altre enigma que ha encès la curiositat dels historiadors i biògrafs de Molière és que no es conserva cap obra manuscrita, cap prova d'edició, cap correspondència manuscrita, cap carta citada o editada per un tercer, cap missiva amorosa o professional, cap anotació de la seua mà i cap dedicatòria. Aquest fet, que Denis Boissier considera «inexplicable i únic en les lletres franceses» se suma als arguments dels defensors de la tesi de Corneille.
Henry Trollope esmenta l'existència d'un rebut manuscrit i signat per Molière a Pesenàs, altre petit document i diverses signatures; realment ben poc per a una persona que es va passar la vida escrivint.
Georges Forestier, titular de la càtedra d'estudis teatrals del segle xvii a la Sorbona, ha publicat una resposta als treballs de Labbé en la qual passa pel sedàs els arguments històrics que intenten donar suport a la hipòtesi d'una superxeria. Sobretot, Forestier indica que tot i que en vida de Molière se'l va acusar de tots els mals —de plagiar autors italians i espanyols, d'extraure material de memòries proporcionades pels seus contemporanis, de cornut, i àdhuc d'haver-se casat amb la seua filla—, mai se li va discutir la paternitat dels seus èxits.
S'ha fet un telefilm, Le nègre de Molière, que posa en escena la tesi que atribueix a Corneille les obres signades per Molière. El realitzador en va ser Didier Bivel, amb Yvon Back (Jean-Jacques Delorme / Corneille), Gabrièle Valensi (Séverine Liotard / Marquise Duparc), Patrick Mille (Laruelle / Molière), Sophie Broustal (Florence Delorme), François Berland (el rector Desmarais) i Souria Adele (Martine).

## Principals obres
- Sganarelle ou le Cocu imaginaire (Esganarel, comèdia en un acte) i L'Amour médecin (L'Amor Metge, comèdia-ballet en tres actes i un pròleg) de Molière. Traducció catalana publicada a Barcelona l'any 1909El metge ambulant (1645)
- La gelosia del compromès (1650)

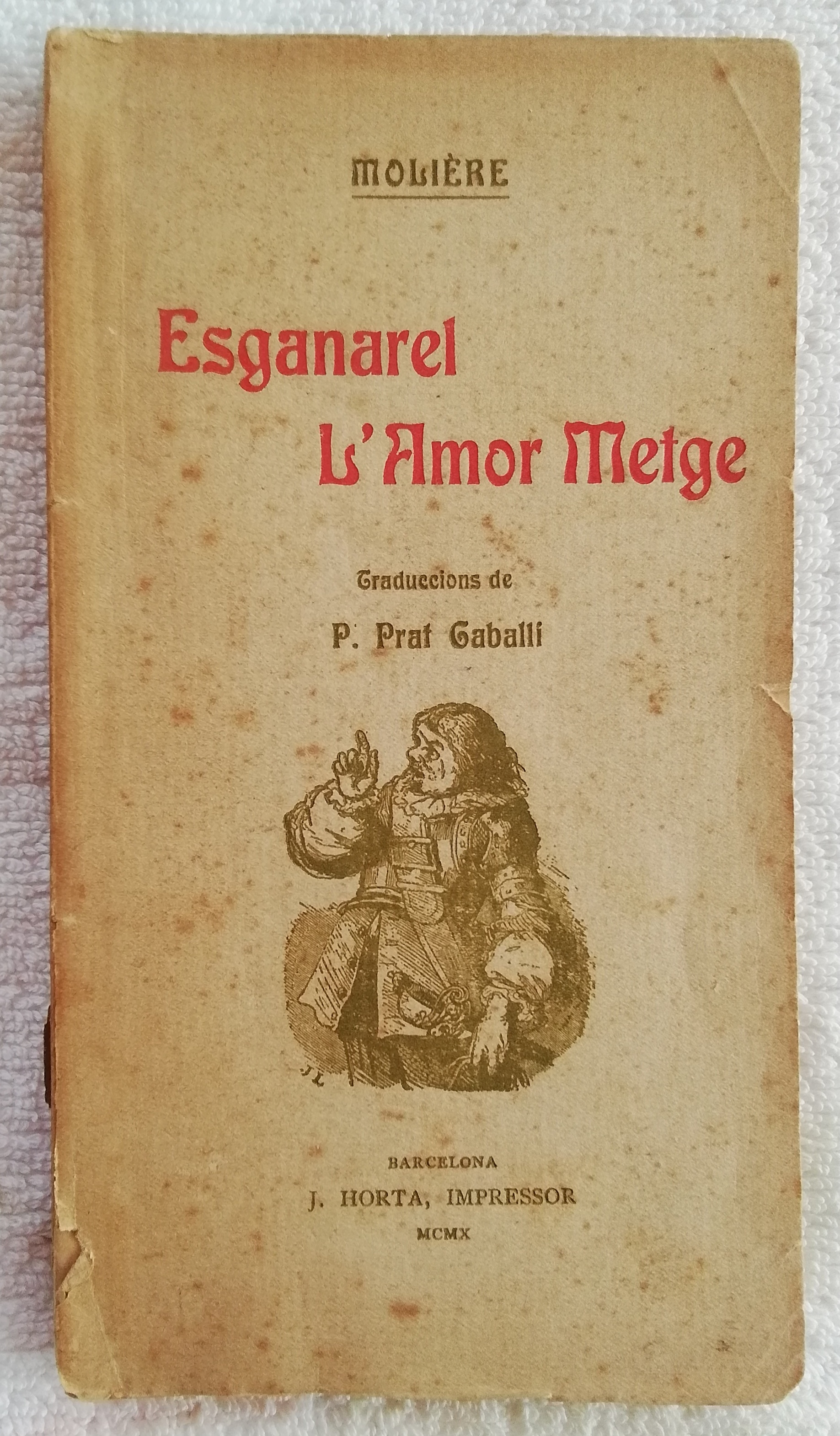
Sganarelle ou le Cocu imaginaire (Esganarel, comèdia en un acte) i L'Amour médecin (L'Amor Metge, comèdia-ballet en tres actes i un pròleg) de Molière. Traducció catalana publicada a Barcelona l'any 1909

- L'atabalat o els contratemps (1655)
- El despit amorós (1656)
- El doctor enamorat (1656)
- Les precioses ridícules (1659)
- Sganarelle o el cornut imaginari (1660)
- Don Garcia de Navarra o el príncep gelós (1661)
- L'escola dels marits (1661)
- Els empipadors (1661)
- L'escola de les mullers (1662)
- La gelosia del gran René (1663)
- La crítica de "L'escola de les mullers" (1663)
- La princesa d'Elida (1664)
- Tartuf o l'impostor (1664) (traducció catalana d'Alfons Maseras, Editorial Barcino, 1930)
- Don Joan o el festí de pedra (1665) (traducció catalana d'Alfons Maseras, Editorial Barcino, 1930)
- L'amor metge (1665)
- El misantrop (1666) (traducció catalana d'Alfons Maseras, Editorial Barcino, 1930)
- El metge per força (1666)
- Melicerta (1666)
- El sicilià o l'amor pintor (1667)
- Amfitrió (1668)
- Jordi Dandin o el marit confós (1668)
- L'avar (1668)
- El senyor de Pourceaugnac (1669) (trad. catalana d'Alfons Maseras, Editorial Barcino, 1934)
- Els amants magnífics (1670)
- El burgès ennoblit (1670)
- Psyché (1671)
- Les trapelleries de Scapin (1671)
- La comtessa d'Escarbanyes (1671)
- Les dones sàvies (1672)
- El malalt imaginari (1673)